# Dicranomyia (Idioglochina) tokara
Dicranomyia (Idioglochina) tokara is een tweevleugelige uit de familie steltmuggen (Limoniidae). De soort komt voor in het Oriëntaals gebied.